# Radha Burnier

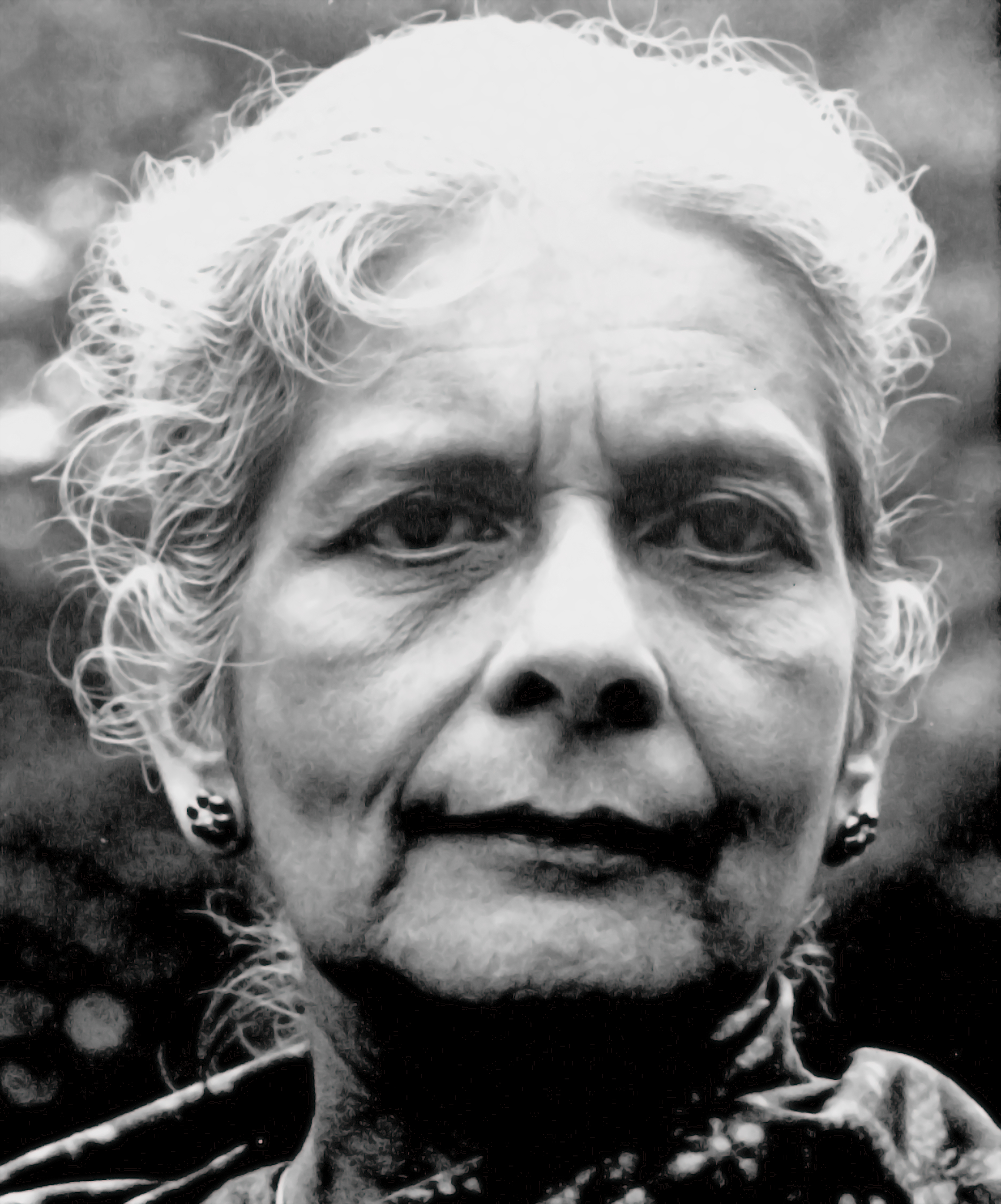
Radha Burnier

Radha Burnier (Adyar (Madras), 15 november 1923 - aldaar, 31 oktober 2013) was sinds 1980 tot aan haar dood in 2013, de 7de internationale president van de Theosofische Vereniging.
Als dochter van Nilakantha Sri Ram, de 5de internationale president, was ze vanaf haar kinderjaren reeds vertrouwd met de aard van dit werk. Zij promoveerde in filologie en Sanskriet. Burnier had vele jaren de leiding van de Indiase afdeling van de Theosofische Vereniging. Ze was bovendien gedurende jaren presidente van het Theosofisch Centrum te Crotona (USA) en het Theosofisch Centrum "The Manor" in Australië. Door haar ambt stond ze de facto eveneens aan het hoofd van een aantal internationale projecten, waaronder het Internationaal Theosofisch Centrum ITC in Naarden.
In 1968 stichtte ze de beweging New Life for India voor de bevordering van het ware burgerschap, de werkelijke waarden en de juiste actiemiddelen onder het Indiase volk. Ze was vele jaren presidente van de Indiase Krishnamurti Foundation.
Ze overleed, na een slepende ziekte, in haar woning op het domein van de Theosofische Vereniging in Adyar om 21.00u. De crematie vond plaats op 1 november 2013 om 14.00u in het Besant Nagar Crematorium.